# 哥斯拉 (動畫電影)
《GODZILLA》（日語：ゴジラ），是一部由動畫公司Polygon Pictures制作的長篇動畫電影。本作為《哥吉拉系列》的第30至32作，同時是系列首部長篇動畫電影作品。
本作由三章構成，第一章《哥吉拉 怪獸惑星》於2017年11月7日日本上映，而在電影上映後Netflix將於其平台上向全世界發佈本作。
第二章《哥吉拉 決戰機動增殖都市》於2018年5月18日上映。
第三章《哥吉拉 噬星者》於2019年1月11日上映。

## 劇情
【第一部】怪獸惑星
某天，由於巨大生物「怪獸」與專門驅逐這些怪獸之怪物─哥吉拉的出現，使人類發現原來地球的支配者並不是他們。
「怪獸」與「哥吉拉」持續戰鬥了半世紀，而作為夾心的人類則不斷飽受雙方戰爭波及，最後只好計畫離開地球，從而遠離這場怪獸間的戰爭。
2048年，由中央政府管理下的人工智慧所挑選出的受選者們乘搭恆星間移民船，打算移居至距離地球11.905光年的「鯨魚座τe」。然而，經歷長達20年旅程的人類，在到達這顆星球後才發現居住環境條件相比當初預計的還要惡劣許多，難以讓人類在此安居生存。
另一方面，幼時曾目睹雙親遭哥吉拉殺害的青年晴生，在這20年的時光中不斷想著重回地球殺掉哥吉拉為父母報仇。當得知星球難以居住後，晴生隨即成為移民團中主流的「地球歸還派」的中心人物，並決定進行危險的長距離亞空間航行重回地球。此時地球已經過了2萬年，並成為一個以哥吉拉為地上生物系頂點的未知世界。
【第二部】決戰機動增殖都市
晴生與同伴在地球接觸當地的伏斯亞原住部族。大夥為了打敗哥吉拉，出發尋找過去的機械哥吉拉設施。
【第三部】行星吞噬者
地球聯盟勢力漸衰之際，晴生考慮和艾克西夫一族站在同一陣線。而艾克西夫信奉的死亡邪教，正在召喚一隻恐將摧毀世界的怪獸。

## 人物
晴生·榊（聲：宮野真守）
本作主角。日本人，24歳，階級為大尉。
幼時曾目睹雙親遭哥斯拉殺害，對哥吉拉充滿恨意。
第一部中發現哥吉拉的弱點，成功擊敗哥吉拉，但擊敗的哥吉拉只是哥吉拉的後代（擬態生物）。隨後被真正的哥吉拉瞬間擊敗。
第二部中從伏斯瓦雙胞胎得知增殖都市，利用增殖都市重新制訂戰略。因身上附有伏斯雅一族的麟粉而沒被加爾古強制奈米金屬化，最後不想失去人性，選擇摧毀增殖都市，失去擊敗哥吉拉的機會。
第三部被梅德菲斯選為基多拉的見證者卻不願接受，摧毀基多拉的神物(戳瞎梅德菲斯雙眼)，導致基多拉被哥吉拉給擊退。
最後理解梅德菲斯的話語，帶著剩餘的奈米金屬（禿鷹、腦死優子）朝向著哥吉拉自殺。
梅德菲斯（聲：櫻井孝宏）
艾克西夫的軍属神官。50歳（換算至人類歳數則是25歳），階級為中佐。
負責觀察地球的艾克西夫神官，希望晴生能成為傳遞基多拉威嚴的傳承者。
第三部自毀右眼裝上基多拉神器,操控基多拉。後哥吉拉摧毀基多拉後，亦雙眼瞎而亡
優子·谷（聲：花澤香菜）
日本人，19歳，階級為曹長。晴生的後輩。
動力裝甲駕駛員，暗戀晴生。第二部中因為奈米金屬將動力裝甲強化為禿鷹而成為禿鷹的第一位駕駛員，隨後在與哥吉拉戰鬥時，被加爾古強制奈米金屬化而腦死。
馬丁（聲：杉田智和）
意大利裔美国人，34歳，階級為少佐。軍屬的環境生物學者。
精通各項學術的科學家，通常充當部隊軍醫，不信任外星人。有着学者专属的旺盛好奇心和乐天派的性格。能够在短时间内对地球的生态变化做出分析的专家。第三部通過優子體内任活性化的奈米金屬成功破解最後一架禿鷹奈的奈米金屬權限，打算利用剩下的奈米金屬重新打造增殖都市對抗哥吉拉。
亞當（聲：梶裕貴）
德國人，21歳，階級為少尉。登陸艇駕駛員。对晴生的行动怀抱着敬畏的年轻軍官。
加爾古（聲：諏訪部順一）
畢爾薩魯多的技術軍官。60歳（換算至人類歳數則是35歳），階級為中佐。
第二部中為了擊敗哥吉拉，決定犧牲人性與增殖都市結合達到零延遲操作，命令增殖都市吞噬城內所有人來加速都市的生成，最後被晴生駕駛的禿鷹給擊殺。
貝魯貝（聲：三宅健太）
畢爾薩魯多的军事教官。55歳（換算至人類歳數則是35歳），階級為少佐。
第二部中決定與禿鷹奈米金屬化，化作擊敗哥吉拉的最後兵器。最後死於哥斯拉所發出的超高熱能。
密雅娜（聲:小澤亞李）
伏斯雅雙子神官之一。電影最後成爲伏斯雅一族的長老。
瑪依娜（聲:上田麗奈）
伏斯雅雙子神官之一。最後懷有晴生的骨肉。

## 製作
- 2016年8月，東寶宣佈正在進行《哥斯拉》動畫電影化的工作，並邀請虛淵玄、靜野孔文及濑下宽之（日语：瀬下寛之）等人擔任編劇及導演，預計將於2017年發行[5]。
- 2017年1月，官方於其推特發佈了數位為本作配音的聲優資料[6]。同年3月，官方宣佈《怪獸行星》為三部曲中的第一部[2]，並於同日在「AnimeJapan 2017」上為本作舉行舞台活動。同年6月，官方宣佈《怪獸行星》將於同年11月上映[7]，並表示本作導演會參加「安錫國際動畫影展」及透露關於本作的詳細信息[8]，同時公佈新的電影海報，詳細展示哥斯拉的設計並以「絕望演變」為海報口號[7]。

### 製作人员
- 監督：静野孔文、濑下宽之（日语：瀬下寛之）
- 副監督：森田宏幸
- 故事原案、劇本：虚淵玄
- 系列構成：虚淵玄、村井貞之
- 人物原案：小崎祐介（日语：コザキユースケ）
- 演出：吉平“Tady”直弘
- 美術指導：田中直哉、Ferdinando Patulli
- CG人物設計：森山佑樹
- 造形監督：片塰滿則
- 美術監督：涩谷幸弘
- 色彩設計：野地弘納
- 音響監督：本山哲
- 製作：東寶
- 動畫製作：Polygon Pictures
- 發行：東寶影像事業部

## 名詞
艾克西夫（日语： Ekushifu）：高智慧外星人，皮膚潔白，頭髮兩側會綁髮髻。擁有心電感應能力卻不對外透露。崇拜一個以「伽瑪托倫演算法」為中心的宗教，重大的決策都會使用伽瑪托倫演算法來決定，準確率達100%。見證過許多高度文明滅亡，自己的星球同樣也被怪物毀滅，卻從不透露此怪物的情報。
第三部露出本意,為毀滅文明的基多拉神官。認爲在這有限的宇宙永恆並不存在，因此決定信奉基多拉以找尋死亡彼岸的榮譽與繁榮。
畢爾薩魯多（日语： Birusarudo）：高智慧外星人，皮膚深黑，體態高壯。非常重視工業、高科技。研發出「奈米金屬」，是機械哥吉拉的重要推手。認為要戰勝哥吉拉唯有成為怪獸一途。自己的星球因為恆星滅亡只能逃離，答應幫助地球人擊敗哥吉拉換得地球的居住權。
伏斯瓦（日语： Futsua）：兩萬年後的地球人，白髮，皮膚黑底但有類似線條刺青的昆蟲鱗粉遍佈全身，完全適應兩萬年後的地球。擁有心電感應能力，學習語言的能力十分卓越。崇拜巨卵（原作設定上為摩斯拉）。居住在地洞。
哥吉拉：本作主要怪獸，與原作設定有些微差異。據說是從植物進化而來。沒有骨骼，全身肌肉宛如金屬般堅硬。細胞擁有磁鐵性質，可蓄積電磁力發射荷電粒子砲。初登場為50公尺高左右，兩萬年後成長為六倍之大(300公尺) 。實力超卓，擊敗聯合軍團與地球上的所有怪獸，達到逆生態環境發展（所有地球上的一切都順著哥吉拉的存在而進化，包括地球環境），支配著地球上的一切。
增殖都市：機械哥吉拉的遺體。雖然被擊毀，但主控台的破壞導致系統失控，使奈米金屬不斷的自我複製，在兩萬年後成為一座巨大的智慧體城市。
基多拉：本作最大敵役，來自別的次元高維度的怪獸，被稱爲“終焉之翼”。僅可用肉眼觀察，任何儀器皆觀測不到，攻擊可不遵照人類世界的物理法則。在劇情裏真身并未降臨，否則則可頃刻毀滅地球。
黃金巨卵（摩斯拉）：伏斯瓦人所崇拜的神，卵的所在地為禁區，只有長老、神官可以進入。可以透過觸摸巨卵達到遠距離的心電感應。

## 發行
2017年3月，Netflix Japan總經理格雷格·彼得斯（Greg Peters）宣佈本作將透過Netflix平台於超過190個國家播出，並表示「與一些好像東寶一樣的優秀創作者合作，並將哥斯拉帶給190多個國家的Netflix用戶，是我們（Netflix）的一個重要里程碑」。同年6月，官方宣佈《怪獸行星》將於同年11月17日於日本上映。

## 備註
1. ↑  雖由北京路凯达文化发展有限公司簽約引進，但根据中国大陆的外国电影进口政策，此片由中国电影集团進口、中影股份發行，北京路凯达則協助推廣。